# Еганово (Раменский район)
Еганово — село Раменского района Московской области, входит в состав Чулковского сельского поселения, расположено в непосредственной близости от места впадения Пахры в реку Москву. Население — 265 чел. (2010).
Первое письменное упоминание о селе содержится во вкладной книге Симонова монастыря и датируется 1504 годом. Название села происходит от фамилии его первого владельца — Михаила Фёдоровича Егонского.
Рядом с селом находится разрабатываемое месторождение кварцевых песков.

## Население
| 1926 | 2002 | 2010 |
| ---- | ---- | ---- |
| 547  | ↘101 | ↗265 |